# زبينا
القديس زبينا (231 ـ 237) ( السريانية : ܙܒܝܢܐ ) هو الأسقف الثاني عشر في تعداد أساقفة أنطاكية، كان سرياني الجنس ومعنى اسمه السرياني مشترى، جلس على الكرسي خلفاً فيليطوس عام 231 وخدم الكرسي ثماني أو عشر سنين ورقد بسلام ويسمى أيضاً زيفينوس.
واشتهر في عهده أسقف أورشليم نرقيسوس الشهيد الذي أنعم الله عليه بموهبة صنع المعجزات الباهرة فحوّل الماء زيتاً عندما شحّ الزيت هناك في أحد أعياد الفصح وكذّب رجلان هذه الأعجوبة غيرة وحسداً وتطاولا على الرجل البار، فقال الأول إذا ثبتت صحة الأعجوبة ليوقده الله بالنار، وقال الثاني إذا ثبتت صحة الأعجوبة ليفقده اله نور بصره، وبعد مدة وجيزة سقطت شرارة على دار الأول فاحترف هو وداره، وضرب رفيقه بالعمى فتعجب الناس ومجدوا الله. واشتهر نرقيسوس بإنشاء مكتبة هناك تعد الأولى في المسيحية.